# Змеевка (Белгородская область)
Змеёвка — хутор в Старооскольском городском округе Белгородской области. Входит в состав Городищенской сельской территории.

## История
Современный хутор Змеёвка связывают с именем Ефима Григорьевича Змеёва, жителя села Городище, имевшего здесь небольшое владение ещё в 1734 году. В 1786 году образован Нижнедевицкий уезд в составе Воронежской губернии и хутор Змеёвка стал относиться к этой административной единице.
Вплоть до 1917 года Змеёвка не имела статуса сельского населённого пункта. 23 мая 1928 года постановлением Воронежского губисполкома был образован Шаталовский район, в который вошёл хутор Змеёвка.
В 1929 году в Змеёвке открылась начальная школа для обучения детей. В 1930 году создан колхоз «Путь социализма», в который вошли хозяйства хуторов Змеёвка и Глушковка.
В 1939 году на хуторе Змеёвка была открыта семилетняя школа.
В 1954 году образована Белгородская область, в неё вошёл Шаталовский район вместе с хутором Змеёвка. 1 февраля 1963 года Указом Президиума Верховного совета РСФСР был ликвидирован Шаталовский район. Все сёла и хутора Шаталовского района вошли в состав Старооскольского района Белгородской области.
В 1997 году в Змеёвке насчитывалось 129 жителей.

## Известные уроженцы
- Котарев, Вячеслав Иванович (род. 21 июля 1960) — доктор сельскохозяйственных наук, профессор, ректор ВГАУ имени Императора Петра I (2010—2015).

## Население
| 2002 | 2010 |
| ---- | ---- |
| 118  | ↘94  |